# Złoże biologiczne
Złoża biologiczne to urządzenia stanowiące element biologicznej oczyszczalni ścieków. Opracowane i wdrożone do powszechnego stosowania już w XIX wieku, były niegdyś najpopularniejszą oraz najbardziej wydajną formą biologicznego oczyszczania ścieków, do momentu opracowania i wdrożenia wysokosprawnych metod osadu czynnego. Obecnie złoża biologiczne są bardzo często wykorzystywane do oczyszczania ścieków w terenach wiejskich dla zlewni o wielkości do 10 000 RLM.

## Ogólna zasada działania złóż biologicznych
Ścieki na złożach oczyszczane są w procesach biologicznego rozkładu materii organicznej przez drobnoustroje tworzące błonę biologiczną. Błonę biologiczną tworzą głównie organizmy osiadłe na specjalnie przygotowanym podłożu (wypełnieniu złoża biologicznego).
Zasadniczo proces oczyszczania ścieków na złożach biologicznych jest procesem tlenowym, chociaż podejmowano próby prowadzenia beztlenowego oczyszczania ścieków na złożach, które jednak nie zostały wprowadzone do powszechnego użycia.
Złoża biologiczne współpracują z osadnikami:
- wstępnym – najczęściej gnilnym
- wtórnym – dla oddzielenia osadu nadmiernego ze ścieków.

## Wypełnienie złóż biologicznych
Nowoczesny materiał stanowiący podbudowę dla rozwoju mikroorganizmów wykonany jest z tworzyw sztucznych w formie pakietów lub pojedynczych kształtek luźno usypanych. Powierzchnia właściwa nowoczesnych wypełnień sięga 700m2/m3 co pozwala na efektywne oczyszczanie ścieków.
Dawniej jako wypełnienie złóż  biologicznych stosowano kamień, żużel, które charakteryzowały się powierzchnią sięgającą 50–60 m2/m3.
Złoża biologiczne można podzielić, w zależności od rodzaju i umiejscowienia wypełnienia złóż biologicznych, na:
- złoża z wypełnieniem stałym
  - złoża zraszane
  - złoża zalane
- złoża z wypełnieniem ruchomym
  - złoża tarczowe
  - złoża fluidalne.

## Zalety złóż biologicznych
- duża bezawaryjność
- nie wymagają stałej specjalistycznej obsługi jak w przypadku osadu czynnego
- procesy oczyszczania ścieków są stabilne
- osad nadmierny dobrze sedymentujący
- niskie koszty eksploatacji

## Wady złóż biologicznych
- brak możliwości biologicznego usuwania fosforu ze ścieków
- ekonomicznie nieopłacalne dla dużych oczyszczalni ścieków